# 2020年白俄羅斯總統選舉
2020年8月9日，白俄罗斯举行总统选举。白俄罗斯中央选举委员会宣布安德烈·德米特里耶夫、安娜·卡诺帕茨卡娅、亚历山大·卢卡申科、斯维特兰娜·季哈诺夫斯卡娅、谢尔盖·切列琴五人注册为总统候选人。

## 选举法
根据白俄罗斯宪法，总统选举日期须在总统任期届满之前5个月由议会下院确定，并在总统任期届满前2个月的某个星期日举行。
白俄罗斯总统任期5年。现任总统卢卡申科2015年11月6日宣誓就职，因此新一届总统选举应在2020年8月底前完成。
白中央选举委员会主席叶尔莫申娜8日表示，中央选举委员会之所以建议在8月9日举行总统选举是考虑到举行第二轮总统选举的可能。她说，如在第一轮选举中没有一位总统候选人获得超过50%的选票，则将在两周后举行第二轮选举。

## 选举前情况
7月14日早些时候，白俄罗斯中央选举委员会宣布安德烈·德米特里耶夫、安娜·卡诺帕茨卡娅、亚历山大·卢卡申科、斯维特兰娜·季哈诺夫斯卡娅、谢尔盖·切列琴五人注册为总统候选人。由于提交的收入和财产申报单不一致，以及有外国组织参加了他的竞选活动，中央选举委员会拒绝了巴巴里科的注册请求。此外，另一名申请者瓦列里·塞普卡洛则被指提交的合格选民签名不够，其注册申请也遭到驳回。
TUT.BY报道称，巴巴里科为白俄罗斯天然气工业银行前行长，塞普卡洛曾是白俄罗斯高科技园区IT部门的负责人，他们都是反对派中具有代表性的面孔。其中，巴巴里科被视为卢卡申科视在本次大选中的有力竞争者。
6月18日，巴巴里科因涉嫌金融犯罪的指控遭到逮捕，目前仍被羁押在国家安全委员会看守所内。他被捕一事也曾引发一波示威游行，6月18日当天有至少200名政治活动人士、记者以及其他抗议者被捕。
白俄罗斯将于8月9日举行总统大选。候选人注册工作一经完成，竞选活动就将开始，该活动将从7月14日持续到8月8日。选举的早期投票将于8月4日至8日举行，中央选举委员会的结果应在8月19日之前宣布。

## 初步結果
| 候選人                           | 政黨                 | 獲得的選票 | %     |
| -------------------------------- | -------------------- | ---------- | ----- |
| 亚历山大·格里戈里耶维奇·卢卡申科 | 无党籍               | 4,652,423  | 80.23 |
| 斯瓦特兰娜·齐哈诺夫斯卡娅        | 无党籍               | 574,312    | 9.9   |
| 安娜·卡诺帕茨卡娅                | 无党籍               | 97,926     | 1.68  |
| 谢尔盖·切列琴                    | 白俄罗斯社会民主大会 | 65,784     | 1.12  |
| 安德烈·德米特里耶夫              | 无党籍               | 60,543     | 1.04  |
| 反对所有候选人                   | 反对所有候选人       | 347,920    | 6.02  |
| 无效/空白票                      | 无效/空白票          |            | –     |
| 总数                             | 总数                 | 5,798,908  | 84.23 |
| 登记选民/投票人数                | 登记选民/投票人数    |            | –     |
| 来源:                            |                      |            |       |

## 各国反应
选举结束后，俄罗斯、中华人民共和国、亚美尼亚、阿塞拜疆、越南、委内瑞拉、哈萨克斯坦、吉尔吉斯斯坦、摩尔多瓦、尼加拉瓜、阿曼、叙利亚、土耳其、乌兹别克斯坦等国领导人向卢卡申科发来贺电。
歐盟及美國已聲明不承認選舉結果。